# I. Hammurapi jamhadi király
I. Hammurapi, a Halap-központú Jamhad királya volt i. e. 1765 – 1761 (középső kronológia, rövid kronológia szerint 1701 – 1687) között, kortársa a babiloni Hammurapinak. Szövetségese a máribeli Zimrí-Limnek, valamint Ugarit uralkodójának, aki valószínűleg I. Níkmaddu volt ekkor. Ezzel gyakorlatilag minden jelentős hatalomnak baráti szövetségese, leszámítva Jamhad hagyományos riválisát, Katnát.
Személye a Mári-levéltárból ismert.

## Külső hivatkozások
| Előző uralkodó: I. Jarimlím | Jamhad királya i. e. 1765 – 1761 vagy i. e. 1701 – 1697 | Következő uralkodó: I. Abbán |